# دوغان‌شهر (ملطیه)
ویران‌شهر (به ترکی استانبولی: Doğanşehir) شهری است در کشور ترکیه که در استان ملطیه واقع شده‌است. جمعیت این شهر بر اساس سرشماری سال ۲۰۰۸ میلادی ۱۱٬۰۱۵ نفر و بر اساس برآوردهای سال ۲۰۰۹ میلادی ۱۱٬۸۵۴ نفر می‌باشد.